# Més que un club

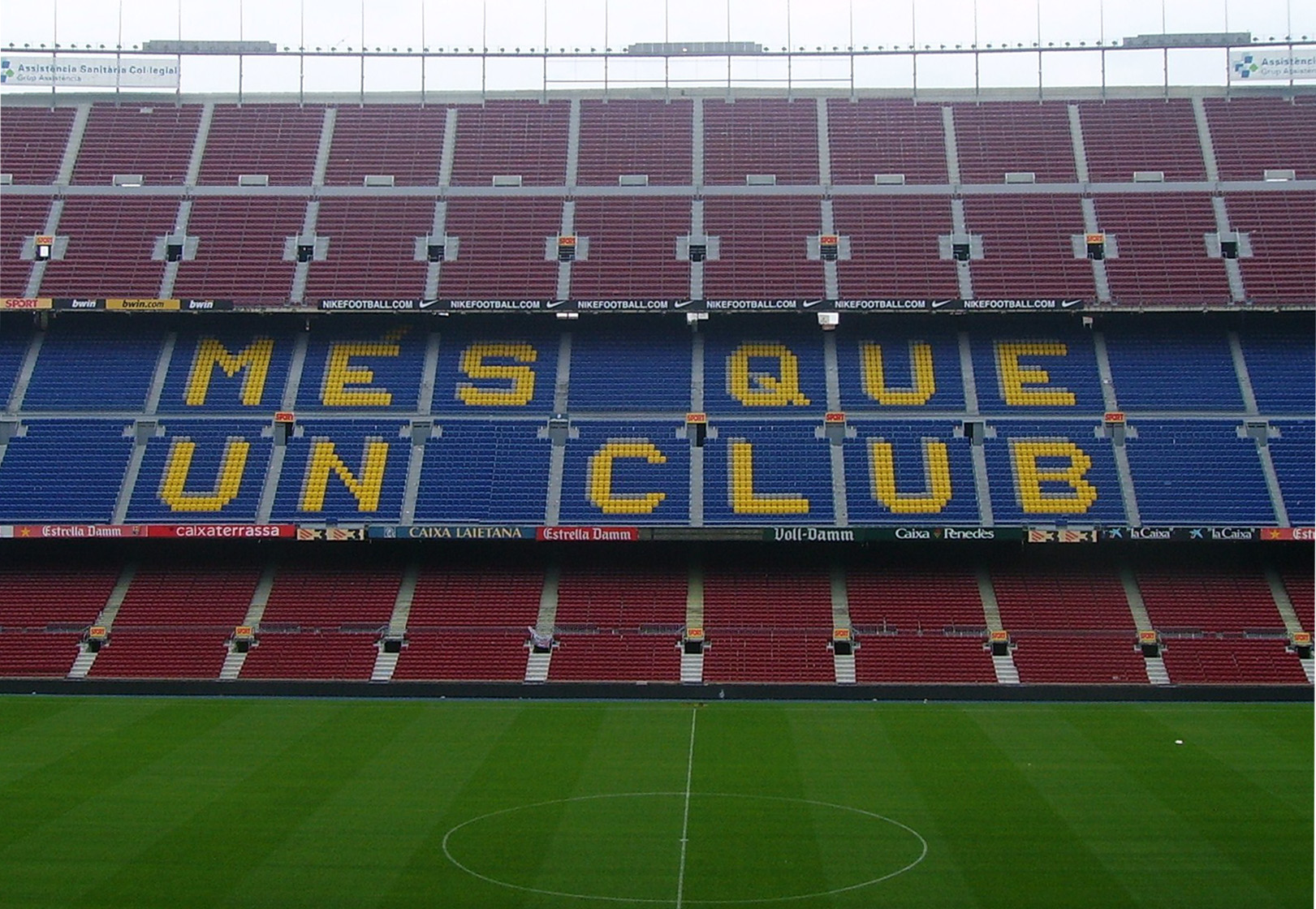
El lema en las gradas del Camp Nou.

«Més que un club» (en castellano «Más que un club») es el lema principal y más representativo del Fútbol Club Barcelona a lo largo de su historia, que expresa la pretensión de trascender su condición de club de fútbol para ser la institución deportiva más representativa de Cataluña y uno de sus mejores embajadores. Asimismo, se postula como un firme defensor de los derechos y las libertades democráticas.
La afición azulgrana se ha extendido de una manera espectacular alrededor del mundo. El número de socios fuera de España crece todos los días, alcanzando en el 2011 los 180 000 socios lo que lo convertía en el primero club de fútbol con más socios globalizando un Barça solidario y humanitario. Por ello el club aporta cada año el 0,7 % de sus ingresos ordinarios a la Fundación del F. C. Barcelona y se ha adherido a los Objetivos del Milenio. Además contribuye a la tarea humanitaria de la UNICEF con la aportación de una cantidad determinada de dinero cada año.

## Historia

### Primeras referencias
Fue el presidente Narcís de Carreras, en su discurso de la toma de posesión el 17 de enero de 1968, de quien fuera el primero en utilizar esta divisa para definir la trascendencia social que el Fútbol Club Barcelona tenía. El artículo «Barça! Barça! Barça!» de Manuel Vázquez Montalbán publicado en la revista Triunfo el 25 de octubre de 1969, ha devenido un clásico por ser una radiografía precisa y valiente del barcelonismo en plena dictadura franquista y muy representativa de aquello que Narcís de Carreras denominó «Més que un club». 
Unos años más tarde, en 1973, Agustí Montal i Costa le dio la fórmula definitiva al adoptarla como eslogan electoral para su campaña de reelección como presidente del club. «El Barça es quelcom més que un club de futbol» («El Barça es algo más que un club de fútbol»), ese fue el eslogan que le ganó a Lluís Casacuberta (rival en las elecciones).

### Expresado en los estatutos
El espíritu con el que fundador del club Joan Gamper instauró en el F. C. Barcelona a partir de 1908 (año en el que se puede considerar como el de la «refundación» del club) y que ha perdurado hasta hoy y está muy presente en los estatutos vigentes, así como en el artículo N.º4, del ámbito funcional, se cita como segunda finalidad del club, «La promoción y la participación en las actividades sociales, culturales, artísticas, científicas o recreativas adecuadas y necesarias para mantener la representatividad y la proyección pública de que disfruta el club, fruto de una tradición permanente de fidelidad y servicio a los socios, a los ciudadanos y a Cataluña». También se vio claramente reflejado en 1921, cuando el club redactó por completo sus estatutos en la lengua catalana.

### Hechos y acciones
Las raíces del «Més que un club» son mucho más profundas. Fue un propósito inducido por Joan Gamper, durante su primera presidencia del 1908. El episodio en que el suizo tomó las riendas del club, evitando así la disolución en una asamblea dramática, que es bastante conocido. En aquel 2 de diciembre de 1908, ante la deserción colectiva, Joan Gamper se levantó para decir: «El Barcelona no puede ni tiene que morir. Si no hay nadie que lo intente, yo solo asumiré la responsabilidad de cuidarlo en lo sucesivo».
Joan Gamper, quien había fundado el club, ahora lo salvaba de la desaparición. Pero mucho más determinante para el futuro del club fue su acción del gobierno. Al objetivo fundacional del club, el de la práctica deportiva, le añadió un segundo: el de convertirse en un club catalanista y servir activamente a su región. Por ello acercó el club a los sectores políticamente activos del catalanismo y no dudó en ningún momento en salir en defensa de la identidad y los derechos nacionales de Cataluña. Actitud que se vio reflejada en 1918, cuando el club se adhiere a la petición de un estatuto de autonomía para Cataluña, en el que reivindicaban a todos los sectores del movimiento catalanista.
Su orientación catalanista le valió las represalias de las autoridades españolas, durante la Dictadura de Primo de Rivera el club fue clausurado durante seis meses. También durante la Segunda República Española el club se acentuó con su mensaje de implicación con la cultura y las instituciones propias de Cataluña. El presidente Josep Suñol abanderó este proceso con el lema «esport i ciutadania», que precisamente reclamaba esta implicación del mundo deportivo en los asuntos sociales y culturales del país. Al terminar la guerra civil española, la dictadura de Francisco Franco quiso acabar con la significación social del club, a través de la castellanización del nombre e hizo sacar las cuatro barras de la bandera catalana de su escudo.
Ya fuese en apoyo de la autonomía de la Mancomunidad o para la consecución de los Juegos Olímpicos para Barcelona, o el programa de deporte y la ciudadanía del presidente fusilado Josep Suñol durante los años de la Segunda República, o las acciones del presidente Agustí Montal Costa, pues de hacer que el club lo apoyase a la campaña del 1977 para el Estatuto de Autonomía e invitar al Presidente de la Generalidad de Cataluña a la recién restaurada, Josep Tarradellas al Camp Nou a los pocos días después de haber vuelto de su exilio y que fueron las traducciones prácticas del «Més que un club».

### Fuera de las fronteras naturales
Por razones distintas, pero no contradictorias, para muchos ciudadanos del resto del Estado español, el F. C. Barcelona se convirtió en un referente antiautoritario. Si en el caso catalán el punto de arranque se debe situar en una decisión consciente de la directiva, mejor dicho, de su presidente Joan Gamper, en el caso español el movimiento proviene de abajo. Siendo los intelectuales de la izquierda y quienes se hacen del Barça por su papel de valedor de las libertades democráticas.
El punto álgido de este movimiento se produce durante la guerra civil española y bajo el régimen franquista, durante los cuales hubo episodios clave como el fusilamiento del presidente del club Josep Suñol en los inicios de la guerra civil, en 1936. El club fue en aquel momento un referente de la defensa de la Segunda República, como fue patente con la gira que hizo por México y Estados Unidos en 1937. Otro momento memorable es el de la huelga de los tranvías de 1951 y que los seguidores culés ayudaban a ganar ante el sobresalto de las autoridades franquistas que no entendían como aquel domingo, en el que llovía a cántaros y salían de Les Corts después de ganar al Racing de Santander por 2 a 1 y no los cogían los tranvías. Episodios como estos, se hicieron en el que en el club trascendiese su representatividad catalanista para muchos sectores del progresismo español. 
El franquismo explica el «Més que un club» en el resto de España, solo lo explica en que una parte del porque también es una realidad que venía de un poco más lejos. Determinados los intelectuales españoles, como el poeta Rafael Alberti, pues ya se habían acercado al club durante los años veinte; su Oda a Platko es el fruto más sabroso. O, al menos, se habían acercado a la figura de Josep Samitier, otro de los personajes clave para entender la proyección del equipo más allá de sus fronteras naturales.
En la era de la globalización, el F. C. Barcelona extendió su compromiso social en todo el mundo, de manera especialmente significativa a partir del acuerdo con UNICEF en 2006 y que era una manera de expresar que un club deportivo no quiere vivir al margen de los problemas y que sigue siendo «Més que un club» tanto en Cataluña como en todo el mundo y se implica en múltiples iniciativas culturales, sociales y de solidaridad.